# Wolfgang Zerer
Wolfgang Zerer (* 1961 in Passau) ist ein deutscher Organist, Cembalist und Musikpädagoge.

## Leben
Wolfgang Zerer nahm ersten Orgelunterricht in Passau. Er studierte nach seinem Abitur am Gymnasium Leopoldinum (Passau) ab 1980 in Wien Cembalo bei Gordon Murray, Orgel bei Michael Radulescu, Dirigieren bei Karl Österreicher und Kirchenmusik, später bei Ton Koopman in Amsterdam Cembalo sowie in Stuttgart Kirchenmusik und Orgel bei Ludger Lohmann. Nach Lehraufträgen in Stuttgart und Wien erhielt er 1989 eine Professur für Orgel an der Hochschule für Musik und Theater Hamburg. Seit 1995 ist er Gastdozent am Conservatorium Groningen und seit Oktober 2006 Dozent für Orgel an der Schola Cantorum Basiliensis.
Wolfgang Zerer war Preisträger von Orgelwettbewerben in Brügge (1982) und Innsbruck (1983).

2013 erhielt er für seine exzellente Arbeit als Pädagoge den mit 10.000 € dotierten 5. Lehrpreis der Freien und Hansestadt Hamburg.